# 鄧璋
鄧璋（1453年—1531年），字禮方，别號烟村，順天府涿州人，校尉籍，明朝政治人物。

## 生平
成化十六年（1480年）庚子科順天府鄉試第十四名舉人。成化二十三年（1487年）中式丁未科會試第七十一名，三甲第三十一名進士。授南昌府推官，弘治七年（1494年）召为福建道监察御史，八年巡视两淮盐运，九年巡按南直隶，十年巡按山西，十二年巡按浙江，十五年五月升大理寺右寺丞，十六年九月升左寺丞，十八年十二月升右少卿，正德元年（1506年）六月升都察院右佥都御史、巡抚辽东地方兼赞理军务，二年十月因辽东查盘钱粮匮乏，被锦衣卫逮捕入京。三年七月復任巡抚宣府都察院右佥都御史，十二月升南京户部右侍郎，六年七月改任都察院左副都御史、巡抚河南，八年八月升南京刑部右侍郎，十二月兼都察院左佥都御史，赈济江西地方。九年正月改任兵部右侍郎，二月任都察院右都御史、总制陕西延绥宁夏甘肃等处军务，十二年养病回籍。十三年三月起复右都御史、甘肃巡抚，十四年七月升南京户部尚書。世宗即位，十六年六月应诏自陈乞致仕，许之，令驰驿归。嘉靖改元，進階光禄大夫。嘉靖十年十月二十一日卒。

## 家族
曾祖鄧仕能；祖父鄧平；父鄧誠，典史。母蕭氏；繼母王氏。具庆下。弟鄧琬。